# Lucjanowo (Białoruś)
Lucjanowo (biał. Люццянова, Luccianowa; ros. Лютьяново, Lut'janowo) – chutor na Białorusi, w obwodzie grodzieńskim, w rejonie ostrowieckim, w sielsowiecie Worniany.

## Historia
W XIX i w początkach XX w. folwark położony w Rosji, w guberni wileńskiej, w powiecie wileńskim. Po I wojnie światowej pod administracją polską, w Zarządzie Cywilnym Ziem Wschodnich, w okręgu wileńskim, w powiecie wileńskim. W latach 1920–1922 w składzie Litwy Środkowej.
Od 11 kwietnia 1922 leżało w Polsce, w województwie wileńskim, w powiecie wileńsko-trockim, do 1 kwietnia 1927 w gminie Bystrzyca, następnie w gminie Mickuny. W 1938 był to folwark i zaścianek.
Po II wojnie światowej w granicach Związku Sowieckiego. Od 1991 w niepodległej Białorusi.